# Lisa Francke
Lisa Francke, född 1 november 1990 i Kristianstad, Skåne, är en svensk vattenskidåkare.
Hon har tävlat för Bromölla vattenskidklubb. Sedan januari 2010 tävlar hon även för ULL, University of Louisiana at Lafayette.
Lisa Francke började åka vattenskidor 1996 och bestämde sig tidigt för en seriös satsning på sin idrott. Efter grundskolan i Bromölla förlade hon studierna till RIG för vattenskidor på Brinellskolan i Fagersta och därefter på University of Louisiana at Lafayette. Redan som sextonåring satte Lisa Francke sitt första svenska rekord för seniorer i hopp och har sedan dess förbättrat rekordet från 40,5 meter till 52,3 meter (2013).

## Meriter

### Internationella tävlingar
- 2005 junior-EM        2:a plats
- 2006 junior-EM        3:e plats
- 2006 junior-VM        8:e plats
- 2007 junior-EM        3:e plats
- 2008 U21-EM           6:e plats
- 2008 Junior US Master 5:e plats
- 2009 U21-EM           2:a plats
- 2009 U21-VM           8:e plats
- 2010 U21-EM           1:a plats
- 2010 Open-EM          6:e plats

### Svenska senior-mästerskap
| År   | Hopp | Trick | Kombinerat |
| ---- | ---- | ----- | ---------- |
| 2005 |      |       | 3:a        |
| 2006 | 1:a  | 2:a   | 1:a        |
| 2007 | 1:a  | 1:a   | 2:a        |
| 2008 | 1:a  | 1:a   | 1:a        |
| 2009 | 1:a  | 1:a   | 1:a        |
| 2010 | 1:a  | 1:a   | 1:a        |